# Harmonia aberta e fechada
Harmonia aberta e fechada diz respeito á organização, em música, entre os acordes na faixa em que estão situados. Assim, será "fechada" (também chamadas de "posição fechada" ou "estrutura fechada") a harmonia quando suas notas estão organizadas em uma faixa estreita, geralmente com não mais que uma oitava entre as notas superior e inferior. Em contrapartida, um acorde estará em harmonia aberta (ou "posição aberta" ou "estrutura aberta") se houver mais de uma oitava entre as notas superior e inferior. O termo "espaçamento" descreve a distância entre as notas de um acorde. Uma tríade em harmonia fechada possui um espaçamento compacto, enquanto na aberta possui um espaçamento mais amplo.
Esta classificação da harmonia pode se referir tanto a arranjos instrumentais quanto aos vocais. Pode seguir um padrão de condução de voz da harmonia clássica, como nos quartetos de cordas ou nos corais de Bach, ou prosseguir em movimento paralelo, com a melodia em terças e sextas.